# Уорнок, Джон
Джон Э́двард Уо́рнок (англ. John Edward Warnock; 6 октября 1940, Солт-Лейк-Сити — 19 августа 2023, Лос-Альтос, Калифорния) — американский учёный в области компьютерных наук и бизнесмен, наиболее известный как сооснователь компании Adobe Systems, вместе с Чарльзом Гешке.

## Биография
Уорнок родился и вырос в Солт-Лейк-Сити, штат Юта. Окончил Olympus High School 1958 года. В Университете Юты получил образовательные ступени бакалавра математики и философии и магистра математики, а также учёную степень доктора философии в области компьютерных наук. Жил в районе залива Сан-Франциско, был женат и имел трёх детей. Первой публикацией и темой дипломной работы Уорнока 1964 года стало доказательство теоремы, что решает радикал Джекобсона для матриц с конечными строками, поставленный американским математиком Натаном Джекобсоном в 1956 году. В 1969 году, в своей докторской диссертации Уорнок описал алгоритм удаления невидимых поверхностей в компьютерной графике, названный алгоритм Варнока, что решал проблему рендеринга сложных изображений.

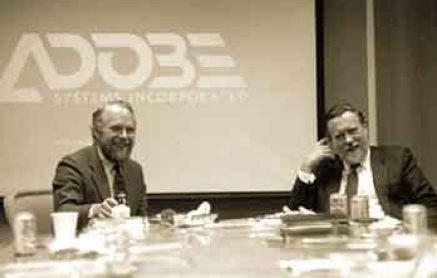
Джон Уорнок и Чарльз Гешке во время основания компании Adobe Systems, 1982

1976 года, во время работы в компании Evans & Sutherland, занимающаяся компьютерной графикой у Джона Уорнока появилась идея создания языка программирования PostScript.
Ещё до совместного с Гешке и Путманом основания Adobe Уорнок с 1978 года работал вместе с Гешке в Xerox's Palo Alto Research Center (Xerox PARC). Однако, из-за расхождения взглядов относительно дальнейшего развития технологии InterPress, с руководством Xerox, они, вместе с Гещке и Путманом, покидают Xerox, чтобы в 1982 году основать Adobe. В своей новой компании они разработали технологию PostScript, что делала печать текста и изображений намного легче и была революционной в издательской отрасли 1980-х годов. Весной 1991 года Варнок начал работу над системой Camelot, которая впоследствии стала форматом файла Portable Document Format.
Среди хобби Уорнока — фотография, лыжный спорт, веб-разработка, живопись, пешеходный туризм и сохранение редких научных книг и предметов быта индейцев.
Также Джон и его жена, Марва, оказывали значительную меценатскую поддержку развития образования. Так, например, в 2003 году они пожертвовали 5.7 миллионов долларов Университета Юты на строительство нового корпуса, который получил название The John E. and Marva M. Warnock Engineering Building. Его строительство завершилось в 2007 году, и сейчас там размещается Scientific Computing and Imaging Institute и деканат Инженерного колледжа университета штата Юта.
Умер 19 августа 2023 года в возрасте 82 лет.

## Признание
Джон Уорнок получил значительное количество научных и технических наград, в частности это премия ACM Software Systems Awards от Ассоциации вычислительной техники в 1989 году, 1995 года Награда выдающегося выпускника Университета Юты, а в 1999 он был признан членом Ассоциации вычислительной техники. Также в 2000 году Оптическое общество наградила Варнока медалью Эдвина Герберта Ленда. С 2002 года Уорнок — почётный член музея компьютерной истории за достижения в коммерциализации компьютерной верстки и инновации в компьютерной графике и печати.Бодлианская библиотека Оксфордского университета в ноябре 2003 года наградила Уорнока Медалью Бодли. 2008 года, Уорнок и Гещке получили награду Computer Entrepreneur Award от Компьютерного общества IEEE. В сентябре 2009 года Варнок и Гещке были награждены Национальной медалью технологий и инноваций, одним из высших национальных наград, присваивается учёным, инженерам и изобретателям за значительный вклад в технологический прогресс.